# Gramática do romeno
Este artigo refere-se à gramática da Língua romena.

## Artigo
Existem dois tipos de artigo em romeno. Assim como a língua portuguesa, o romeno apresenta o artigo definido e o indefinido. Esses artigos podem flexionar-se em função do gênero (masculino, feminino ou neutro), do número (singular ou plural) e do caso (nominativo/acusativo, genitivo/dativo) do substantivo que determinam.
Os artigos definidos são enclíticos: partículas adicionadas no final do substantivo (como no latim).

## Numerais
No romeno, o sistema numeral se apresenta:
- Cardinais
  - Próprios: doi (dois);
  - Multiplicativos: îndoit (dobro);
  - Coletivos: amândoi (ambos);
  - Distributivos: câte doi (em pares);
  - Fracionais: doime (metade);
  - Adverbiais: de două ori (duas vezes);
- Ordinais: al doilea (segundo).

## Pronomes
Assim como no português, e em outras línguas românicas os pronomes nominativos são geralmente omitidos em romeno a não ser que sejam necessários para remover a ambigüidade de uma frase.  Geralmente a desinência do verbo é o suficiente para saber o sujeito da frase.  Também como em português, variações em razão do sexo somente estão presentes na terceira pessoa.
| Caso       | 1ª Pessoa                                             | 1ª Pessoa                                                          | 2ª Pessoa                                                                                              | 2ª Pessoa | 3ª Pessoa            | 3ª Pessoa           | 3ª Pessoa            | 3ª Pessoa            |
| Caso       | Singular                                              | Plural                                                             | Singular                                                                                               | Plural | Singular             | Singular            | Plural               | Plural               |
| Caso       | Singular                                              | Plural                                                             | Singular                                                                                               | Plural | masc                 | fem                 | masc                 | fem                  |
| ---------- | ----------------------------------------------------- | ------------------------------------------------------------------ | --- | --- | -------------------- | ------------------- | -------------------- | -------------------- |
| Nominativo | eu                                                    | noi                                                                | tu / dumneata                                                                                          | voi / dumneavostră | el                   | ea                  | ei                   | ele                  |
| Genitivo   | (al) meu, (ai) mei (masc) / (a) mea, (ale) mele (fem) | (al) nostru, (ai) noştri (masc) / (a) noastră, (ale) noastre (fem) | (al) tău, (ai) tăi (masc) / (a) ta, (ale) tale (fem) // (al, a) dumitale (sg), (ai, ale) dumitale (pl) | (al) vostru, (ai) voştri (masc) / (a) voastră, (ale) voastre (fem) // (al, a) dumneavoastră (sg), (ai, ale) dumneavoastră (pl) | (al, a, ai, ale) lui | (al, a, ai, ale) ei | (al, a, ai, ale) lor | (al, a, ai, ale) lor |
| Dativo     | mie, îmi, -mi                                         | nouă, ne, -ne                                                      | ţie, îţi, -ţi / dumitale                                                                               | vouă, vă / dumneavoastră | lui, îi, -i          | ei, îi, -i          | lor, le, -le         | lor, le, -le         |
| Acusativo  | pe mine, mă, m-                                       | pe noi, ne, ne-                                                    | pe tine, te, te- / pe dumneata                                                                         | pe voi, vă, v- / pe dumneavoastră                                                                                              | pe el                | pe ea               | pe ei                | pe ele               |
| Vocativo   | -                                                     | -                                                                  | tu / dumneata                                                                                          | voi / dumneavoastră | -                    | -                   | -                    | -                    |

## Substantivos
Os substantivos romenos variam de acordo com sexo, número e caso, ou seja, declinam.

### Gênero
Diferentemente de outras línguas românicas, o romeno tem três gêneros: masculino, feminino e neutro, mantendo o gênero neutro do Latim. Os substantivos deste gênero têm forma masculina, no singular; e feminina, no plural.
A terminação dos substantivos pode-nos sugerir seu gênero, mas isso não é uma regra rígida.
Os substantivos masculinos acabam em:
- Consoante: "copac (árvore)", "bărbat (homem)", "pantof (sapato)";
- Vogal u: "ministru (ministro)", "codru (mata)", "fiu (filho)";

#### Masculinos em "u" mais usados
- ministru (ministro)
- fiu (filho)
- codru (mata)
- erou (herói)
- leu (leão)
- monstru (monstro)
- metru (metro)
- litru (litro)
- membru (membro)
- teatru (teatro)
- Vogal e: "dinte (dente)", "frate (irmão)", "perete (parede)"; e

#### Masculinos em "e" mais usados
- dinte (dente)
- frate (irmão)
- perete (parede)
- castravete (pepino)
- iepure (coelho)
- şarpe (cobra)
- şoarece (rato)
- câine (cão)
- peşte (peixe)
- rege (rei)
- preşedinte (presidente)
- soare (sol)
- mare (mar)
- ureche (orelha)
- Vogal i: "unchi (tio)", "arici (ouriço)", "ochi (olho)".

Poucas palavras masculinas usadas cotidianamente acabam nessas terminações.
Palavras que acabam em "ă" são femininas, enquanto palavras terminando em outras consoantes são masculinas ou neutras e palavras terminadas em "e" podem ser de qualquer gênero.
Às vezes é possível mudar o gênero de um substantivo com o emprego de sufixos. Do feminio ao masculino, o sufixo "-oi" é usado (pisica (fem) - pisoi (masc) = gato) e o oposto com o sufixo "-ică" (lup (masc) - lupoaică (fem) - lobo).
Os substantivos romenos têm cinco casos, o Nominativo, o Genitivo, o Dativo, o Acusativo e o Vocativo. É a única das línguas neolatinas que manteve os casos do Latim, exceto o Ablativo.

#### Número
O romeno distingue entre as formas singulares e plurais de um verbo, o plural formado pela mudança da última vogal, mas em alguns casos há a mudança de sons no interior do substantivo.
Eis uma tabela com as regras gerais do plural em romeno:
| Gênero    | Terminações - Sg   | Terminações - Pl |
| Feminino  | -ă/-e/-ea          | -e/-i/-ele       |
| Masculino | -(consoante)/-e/-u | -i               |
| Neutro    | -(consoante)       | -uri/-oare/-e    |

Alguns exemplos:
| Gênero    | Substantivo - Sg    | Substantivo - Pl      |
| Feminino  | carte ="livro"      | cărţi ="livros"       |
| Masculino | călător ="viajante" | călători ="viajantes" |
| Neutro    | drum ="rua"         | drumuri ="ruas"       |
| Neutro    | măr ="maçã"         | mere ="maçãs"         |

## Verbo
O romeno tem os mesmos quatro grupos de verbos presentes no latim e, diferentemente do inglês, não possui uma sequência de tempos nem regras sobre seu uso, porém possui muitas variações (por exemplo, o romeno possui seis tipos diferentes de tempos futuros).  No romeno falado, o futuro é geralmente substituído pelo presente, assim como em português, i.e.: 'Amanhã vou à escola' ao invés de 'Amanhã irei à escola'.